# 436 av. J.-C.
Cette page concerne l'année 436 av. J.-C. du calendrier julien proleptique.

## Événements
- 7 octobre : triomphe à Rome du dictateur Marcus Aemilius Mamercinus pour sa victoire sur Véies[1].

## Naissances en −436
- Isocrate, homme politique athénien.
- Artaxerxès II, roi de Perse.

## Décès
- Zengzi (曾子), philosophe chinois.